# Richmond (hrabstwo w Kanadzie)
Richmond – historyczne hrabstwo (geographic county) kanadyjskiej prowincji Nowa Szkocja z ośrodkiem w Arichat, powstałe w 1835, współcześnie jednostka podziału statystycznego (census division). Według spisu powszechnego z 2016 obszar hrabstwa to: 1249,33 km², a zamieszkiwało wówczas ten obszar 8964 osoby.
Hrabstwo nazwane na cześć Charlesa Lennoxa, księcia Richmond zostało wydzielone w 1835 z hrabstwa Cape Breton (wcześniej stanowiąc jego południowy dystrykt).
Według spisu powszechnego z 2011 obszar hrabstwa zamieszkiwało 9293 mieszkańców; język angielski był językiem ojczystym dla 73,6%, francuski dla 23,2%, mi'kmaq dla 1,8% mieszkańców.